# Riduzione di Wolff-Kishner
La riduzione di Wolff-Kishner è una reazione chimica di deossigenazione riduttiva che, partendo da un'aldeide o un chetone porta ad un alcano.
Il metodo originale consisteva nello scaldare un idrazone con etossido di sodio a circa 200 °C, ma a questo metodo sono state fatte varie modifiche. Adesso la reazione viene svolta in un solo step con l'aldeide o il chetone, KOH, idrazina e glicole etilenico.

## Meccanismo di reazione
Il meccanismo di reazione consiste nella formazione dell'idrazone, la sua deprotonazione ad opera della base e la successiva decomposizione con perdita di azoto a dare l'alcano.